# Зальфельд-Рудольштадт
Заальфельд-Рудольштадт (нем. Saalfeld-Rudolstadt) — район в Германии. Центр района — город Заальфельд/Заале. Район входит в землю Тюрингия. Занимает площадь 1034,58 км². Население — 125 891 чел. Плотность населения — 122 человека/км².
Официальный код района — 16 0 73.
Район подразделяется на 43 общины.

## Города, oбщинные ассоциации и общины

### Города
1. Бад-Бланкенбург (7 563)
2. Грефенталь (2 728)
3. Кёнигзее (5 560)
4. Леэстен (2 125)
5. Лойтенберг (2 529)
6. Обервайсбах (1 650)
7. Ремда-Тайхель (3 321)
8. Рудольштадт (25 584)
9. Заальфельд/Заале (28 148)

### Общинные ассоциации
Общинная ассоциация Бергбанрегион/Шварцаталь
1. Курсдорф (754)
2. Десбах (500)
3. Кацхютте (2 167)
4. Лихтенхайн-Бергбан (350)
5. Мойзельбах-Шварцмюле (1 375)
6. Обервайсбах (1 650), aдминистрация oбщинной ассоциации

Общинная ассоциация Лихтеталь-ам-Реннштейг
1. Лихте(1 832), aдминистрация oбщинной ассоциации
2. Пизау (871)
3. Райхмансдорф (889)
4. Шмидефельд (1 161)

Общинная ассоциация Миттлерес-Шварцаталь
1. Аллендорф (380)
2. Бехштедт (179)
3. Дёшниц (316)
4. Дрёбишау (542)
5. Мелленбах-Гласбах (1 178)
6. Мойра (504)
7. Оберхайн (787)
8. Рорбах (210)
9. Шварцбург (636)
10. Зитцендорф (1 073), aдминистрация oбщинной ассоциации
11. Унтервайсбах (898)
12. Виттгендорф (209)

Общинная ассоциация Пробсцелла-Леэстен-Марктгёлиц
1. Леэстен (2 125)
2. Пробсцелла (3 652), aдминистрация oбщинной ассоциации

### Общины
1. Арнсгеройт (244)
2. Камсдорф (2 945)
3. Каульсдорф (2 955)
4. Альтенбойтен (258)
5. Дрогниц (708)
6. Хоэнварте (151)
7. Роттенбах (2 003)
8. Заальфельдер-Хёэ (3 522)
9. Ульштедт-Кирхгазель (5 718)
10. Гроскохберг (691)
11. Хайлинген (337)
12. Унтервелленборн (6 688)